# Ovsík vyvýšený

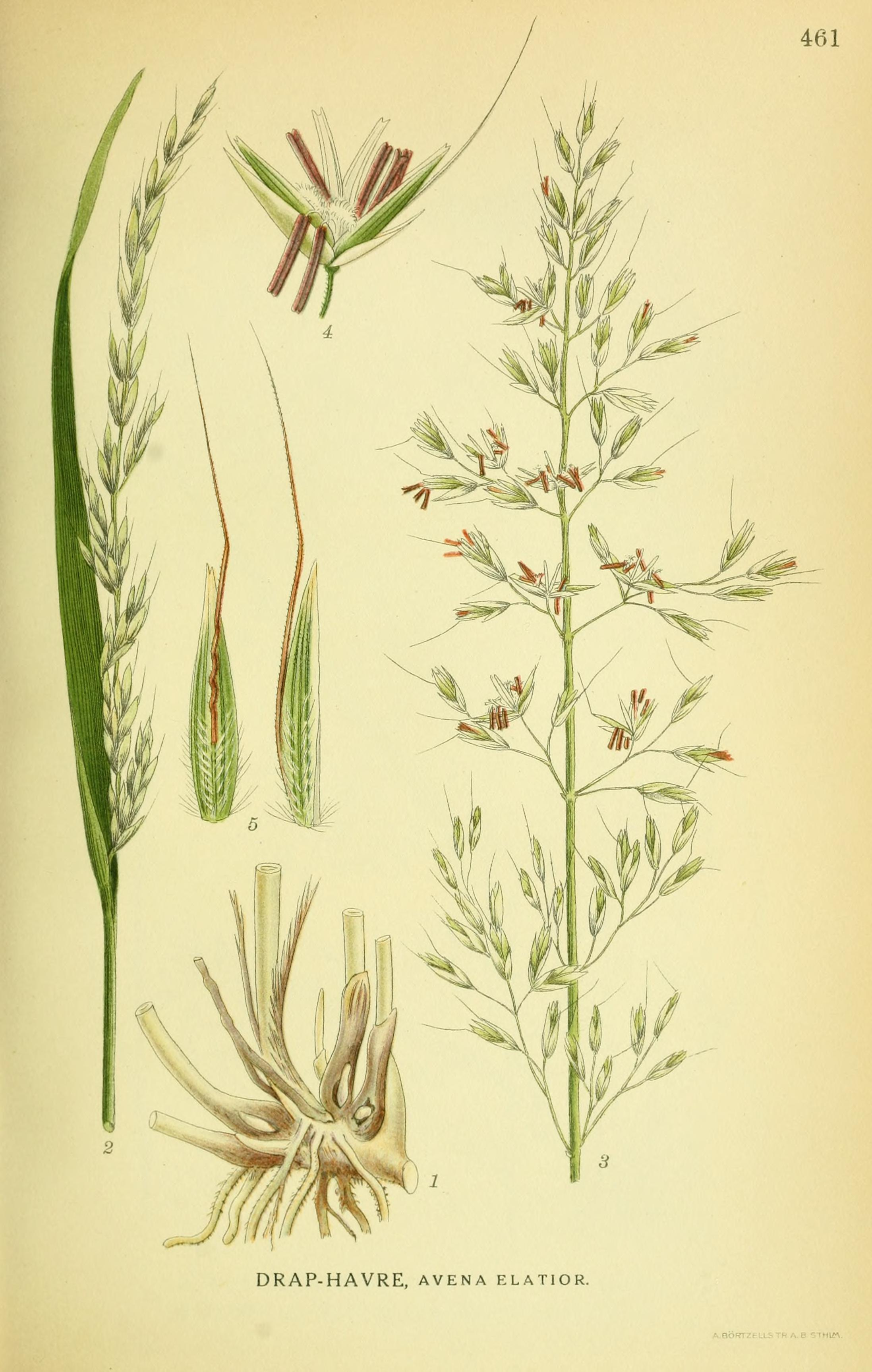
Zobrazení rostliny

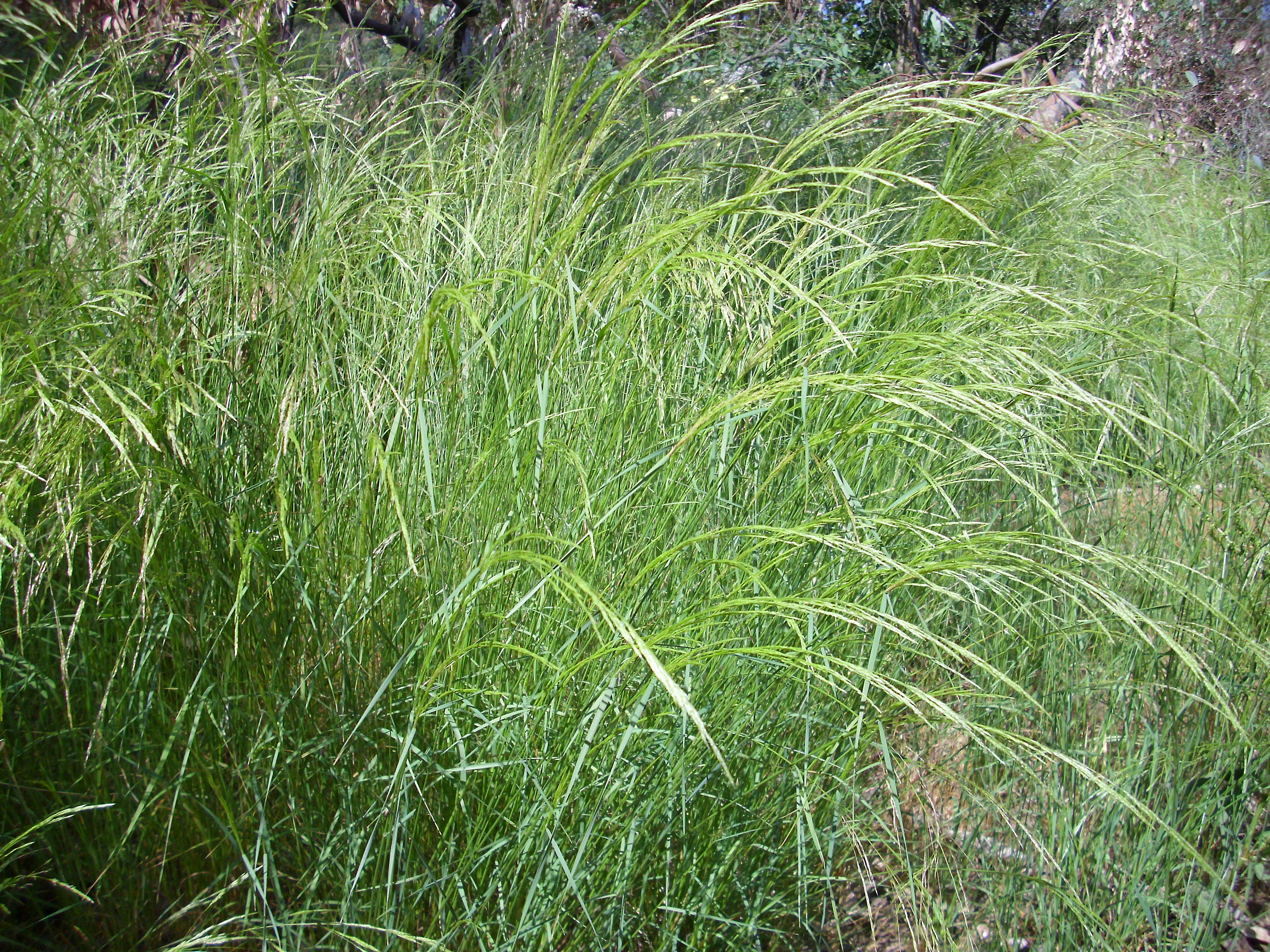
Hustý porost

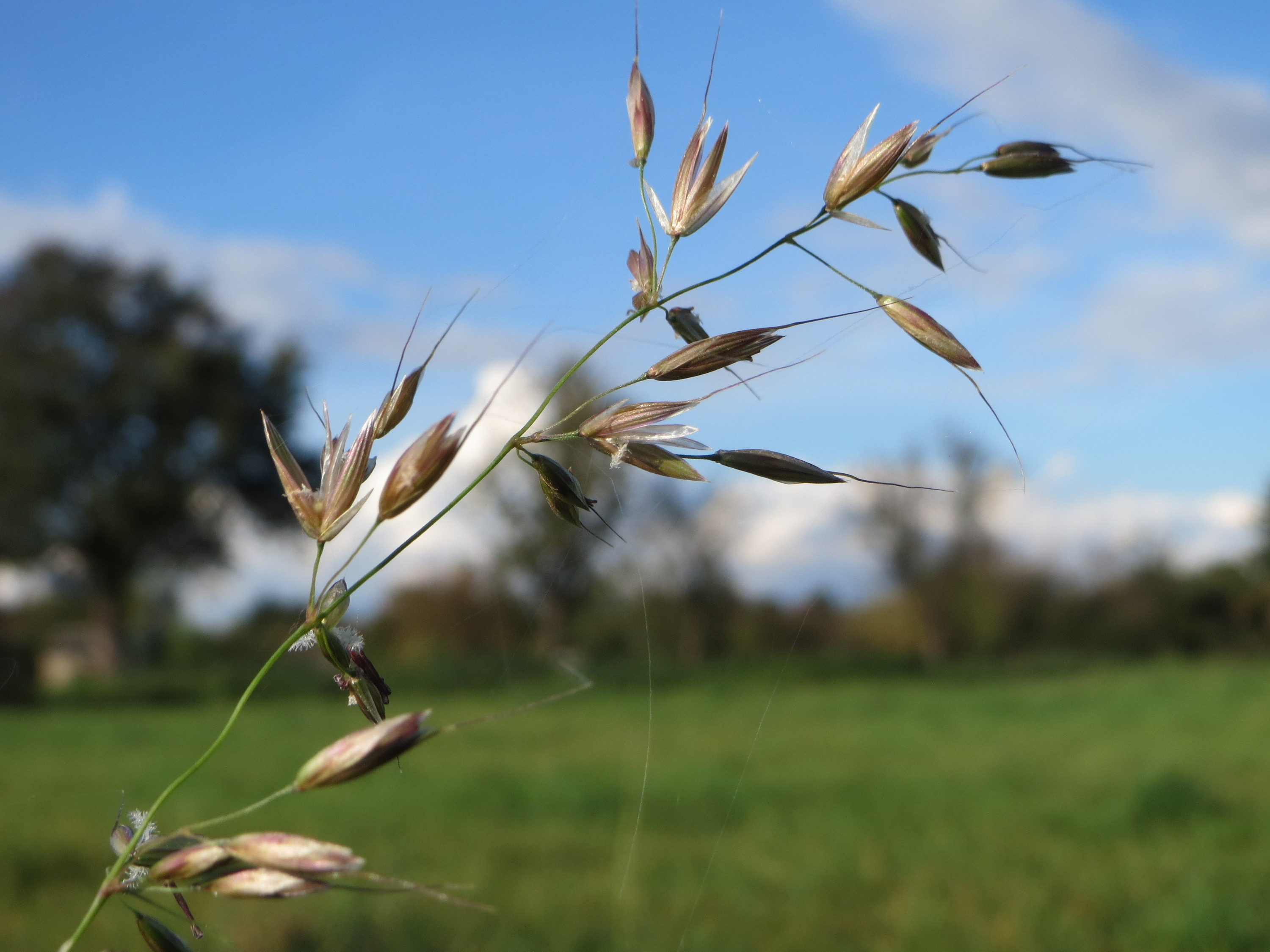
Květenství

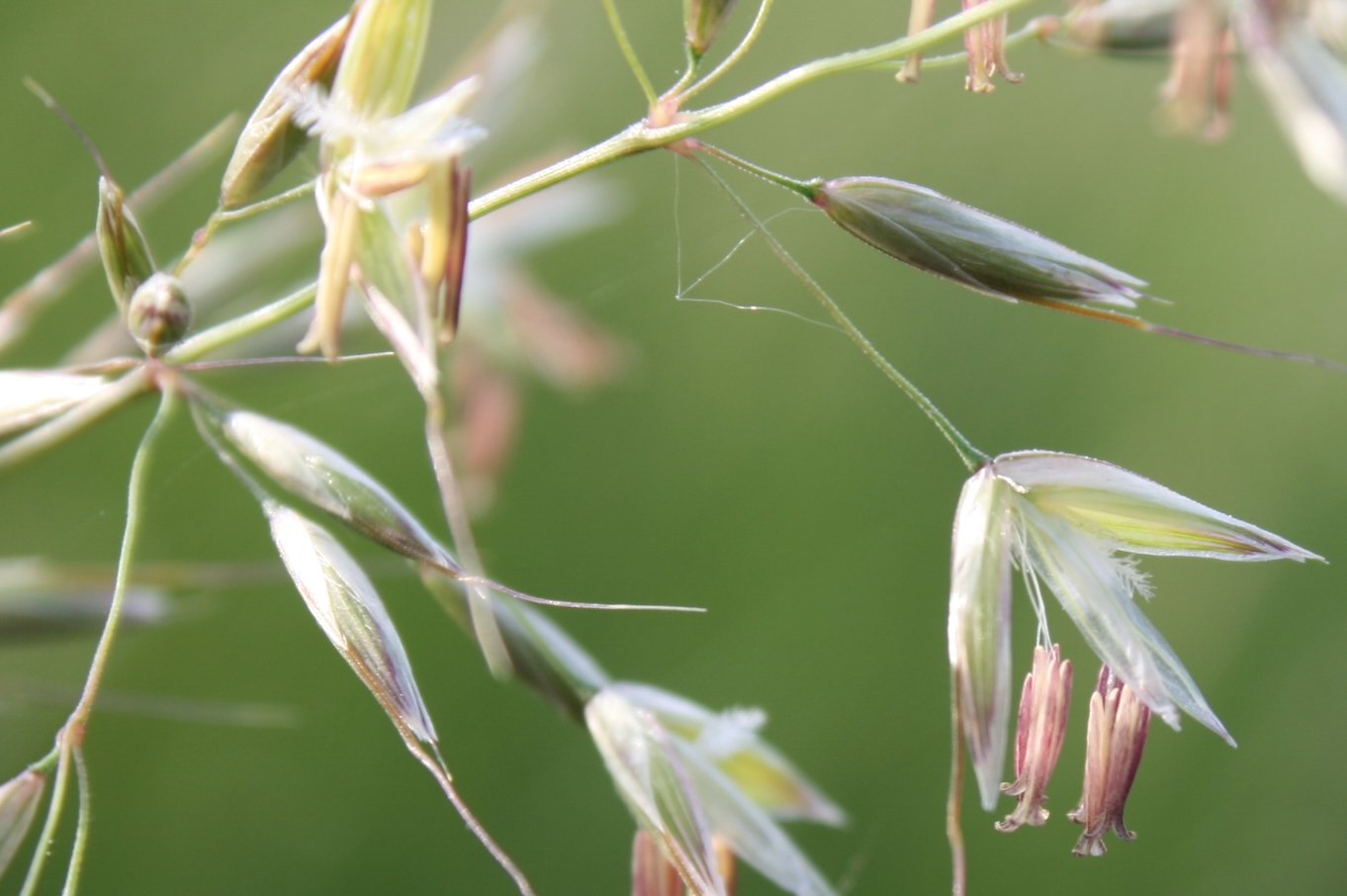
Kvetoucí květenství

Ovsík vyvýšený (Arrhenatherum elatius) je rozvolněná trsnatá tráva, která svou výškou, s květenstvím od 50 do 150 cm, většinou převyšuje okolní porost; odtud pochází druhové jméno „vyvýšený“. V české krajině je nepůvodním druhem považovaným za archeofyt s invazním chováním. V zemědělství je však široce využíván a v české přírodě, stejně jako téměř v celé Střední Evropě, je běžnou víceletou pícninou preferující sušší úživnější stanoviště. Je typickým představitelem úrodných mezofilních ovsíkových luk, jedněch z nejrozšířenějších lučních biotopů ČR. Pokud je mu ponechána možnost vysemenit se, stává se v porostu dominantní rostlinou.

## Rozšíření
Určení areálu původního výskytu ovsíku vyvýšeného je velmi nejisté. S ohledem na teplomilnost, náročnost na živiny a taxonomickou variabilitu se předpokládá, že byl původním druhem pouze v horách Evropy v Alpách a na Balkáně a v jihozápadní Asii od Kavkazu po Írán. Později se rozšířil po celé Evropě, do západní Sibiře, na Blízký východ, na jih Střední Asie, na severozápad Afriky do pohoří Atlas a do Makaronésie. Následně byl úmyslně rozšířen do Severní, Střední i Jižní Ameriky, stejně jako na jih Afriky, do netropických oblastí indického subkontinentu, Číny, Japonska a téměř do celé Austrálie, jakož i na Nový Zéland a Havajské ostrovy. V současnosti ovsík vyvýšený kolonizuje téměř všechny oblasti s mírným podnebím, které poskytují vhodnou půdu a podnebí.
V Evropě je široce zaveden a jeho výskyt sahá až k 70° severní šířky na atlantském pobřeží Norska a po 65° ve vnitrozemí Švédska a Finska. V České republice roste hojně po celém území, pouze ve vysokých polohách se vyskytuje spoře.

## Ekologie
Vyhovují mu nejlépe půdy suché, kypré, vápnité a bohaté na živiny nacházející se na teplých stanovištích, s optimem pH 6,0 až 7,5, nesnáší zasolenou půdu. Špatně se mu daří na vlhkých a často zaplavovaných půdách v silném zastínění. Jeho závislost na dobře živinami zásobené půdy dosvědčuje okolnost, že ve střední Evropě se začal spontánně šířit až od počátku 19. století, kdy začaly být louky, obdobně jako pole, plošně hnojeny. Roste do nadmořské výšky 1900 m v Alpách a 3000 m na Kavkaze.
Primární areál výskytu jsou středně vlhké až sušší, živinami dobře zásobené kulturní louky a pastviny. Dále často osídluje meze polí, úhory, okraje cest a jejich příkopy, lesní lemy, řídké křoviny a světlé lesní porosty, písčiny, lomy, slunné travnaté i skalnaté stráně, železniční náspy, důlní haldy a navážky zeminy. Rozmnožuje se lehkými obilkami roznášenými větrem nebo vodou, rozrůstáním kořenového oddenku rozšiřuje trs. Průměrná životnost rostliny na stanovišti je šest až devět let, pokud roste na živinami zásobeném místě a je mu umožněno vytvořit semena, chová se téměř jako trvalka. Základní chromozomové číslo rodu je x = 7, ovsík vyvýšený je tetraploidní druh 2n = 4x = 28.

## Popis
Ovsík vyvýšený je víceletá statná tráva vyrůstající ve volných trsech, které jsou mohutné, výrazné a v porostu dobře zřetelné, odnožování je extravaginální. Oddenek má bohatou soustavu kořínků pronikající hluboko do půdy, které mu umožňují čerpat vodu z hlubších vrstev. Z nadzemní části trsů vyrůstají tři typy výhonků: listové výhonky (listy), sterilní stébla s listy a plodná stébla s květenstvím. Listy mají stočenou vernaci, jsou slabě zvlněné, bývají dlouhé do 40 cm a široké do 1 cm, jsou oboustranně matné, středně sytě až tmavě zelené, slabě drsné, na líci jemně rýhované i roztroušeně chlupaté. Stébla jsou přímá, tenká, hladká a mají tři až pět širších kolének, plodná mají pod květenstvím navíc list.
Květenství lata bývá dlouhá 15 až 25 cm, často je slabě převislá, nejdříve stažená a za plného květu všestranně rozkladitá s drsnými, nestejně dlouhými větévkami, někdy mívá červenofialový nádech. Lata bývá sestavená z 1 cm dlouhých dvoukvětých klásků, každý má vespod dvě blanité plevy, spodní pleva je menší a jednožilná, horní větší je trojžilná. Mezi plevami jsou dva kvítky, každý sedí ve dvou pluchách, spodní kvítek je samčí a horní oboupohlavný. Horní kvítek obsahuje tři tyčinky s prašníky, semeník se dvěma pérovitými bliznami a má pluchu s krátkou osinou. Spodní kvítek má pouze tyčinky a 1,5 cm dlouhou, kolénkovitě ohnutou osinu; což jsou dvě pevná vlákna, hnědé a žluté, stočená do šroubovice. Přenos pylu z prašníků na blizny zajišťuje vítr, často dochází k opylení vlastním pylem. Tento pyl je silný alergen.
Plod je pluchatá, protáhlá, tříhranná obilka s osinou. Má barvu slámově žlutou, bývá dlouhá 8 mm, široká 2 mm a její průměrná hmotnost tisíce semen (HTS) je asi 3 gramy, v porostu dozrávají jednotlivé rostliny nerovnoměrně. Obilky jsou rozptylovány větrem, nemají dormanci a mohou klíčit ihned po uzrání, po vysetí vzcházejí za jeden až dva týdny. Uskladněné v suchu si podržují životaschopnost po dobu nejméně pěti let.

## Význam
Ovsík vyvýšený se na přirozeně úživných nebo hnojených loukách dobře etabloval a svou výškou mnohdy určuje ráz celé vegetace, která se stává běžnou součástí krajiny. Na úhorech, navážkách, v příkopech či lomech se stal dominantou či jednou z dominujících rostlin a jeho role je spíše pozitivní, protože snižuje životnost různým plevelům. Potíže způsobuje tam, kde omezuje pestrost rostoucích druhů, bývá to hlavně na loukách, stepních trávnících a na místech bez pravidelného obhospodařování, jako jsou slatinné či nivní louky, pastviny, vřesoviště, písčiny. Ovsík nesnáší tradiční způsoby péče o trávní porost, totiž pastvu a vypalování.
Předností ovsíku vyvýšeného je vynikající produkční schopnost a odolnost proti suchému počasí. Jeho kladem je možnost pícního využití na orné půdě v jetelotravní směsi i v trvalých, sečených travních porostech. V zeleném stavu je hořký a pro dobytek málo chutný, je proto vyséván ve směsi s jinými druhy pícnin, bývá zařazován do krátkodobých porostů na orné půdě s jetelem lučním. Hořkost se vytrácí sušením a je proto často využíván pro výrobu sena. Pro zachování kvality a obsahu výživných látek v sušině je nutné dvojí kosení ročně. Špatně snáší sešlapávání při pastvě zvířat, rychle se však z ní zotaví, pokud probíhá jen nárazově. V současné době je prověřována jeho vhodnost pro výrobu biopaliv.

## Invazní druh
Ovsík vyvýšený je silně dominantní druh, ostatním bylinám obvykle konkuruje svou výškou a v nesečených porostech i hromaděním stařiny. Jejím nárůstem a postupným rozkladem se zastíněná půda v blízkosti obohacuje o živiny, hlavně dusík a fosfor, což vytváří vhodné prostředí pro jeho další kolonizací okolí. Výsledkem je ústup nízkých a světlomilných druhů a následuje snížení druhové rozmanitosti flory a později i fauny. Na některých územích, kde v původních travních porostech vytlačuje domácí druhy a podstatně tak snižuje kvalitu pastvin, je hodnocen jako invazní druh, například na prériích Severní Ameriky nebo na pastvinách v jihoamerickém Chile.

## Galerie

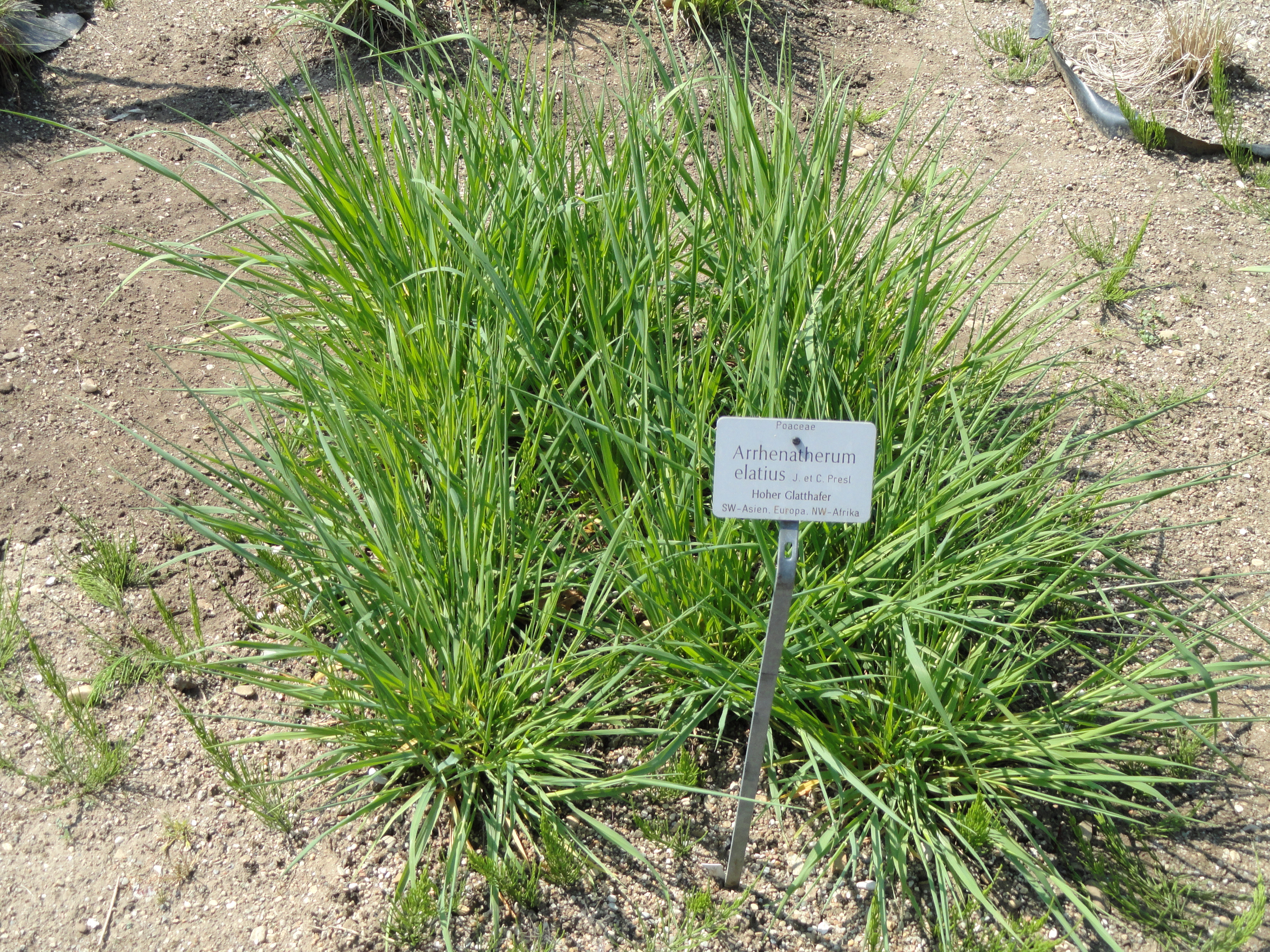
Trsy rostliny
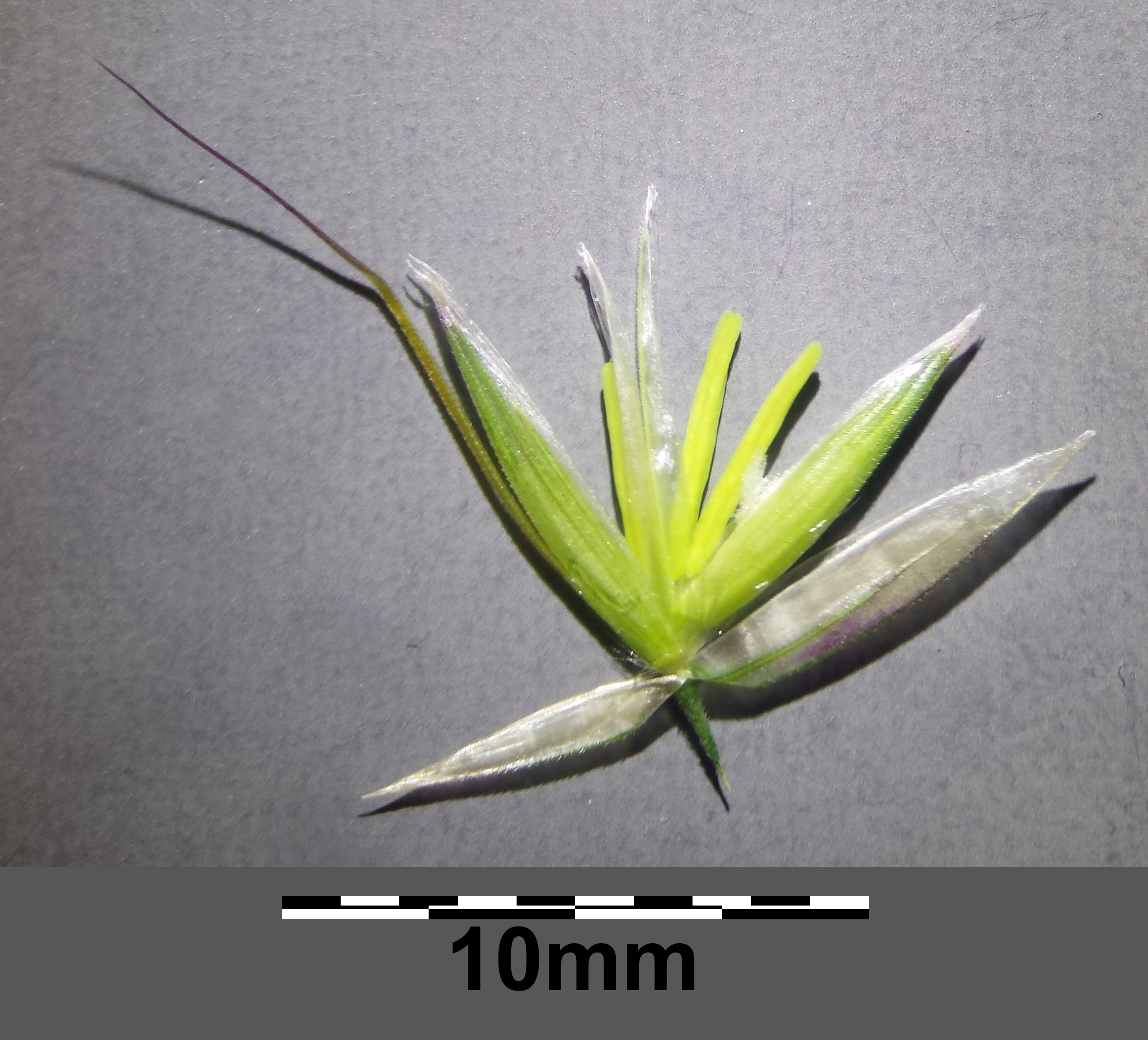
Klásek
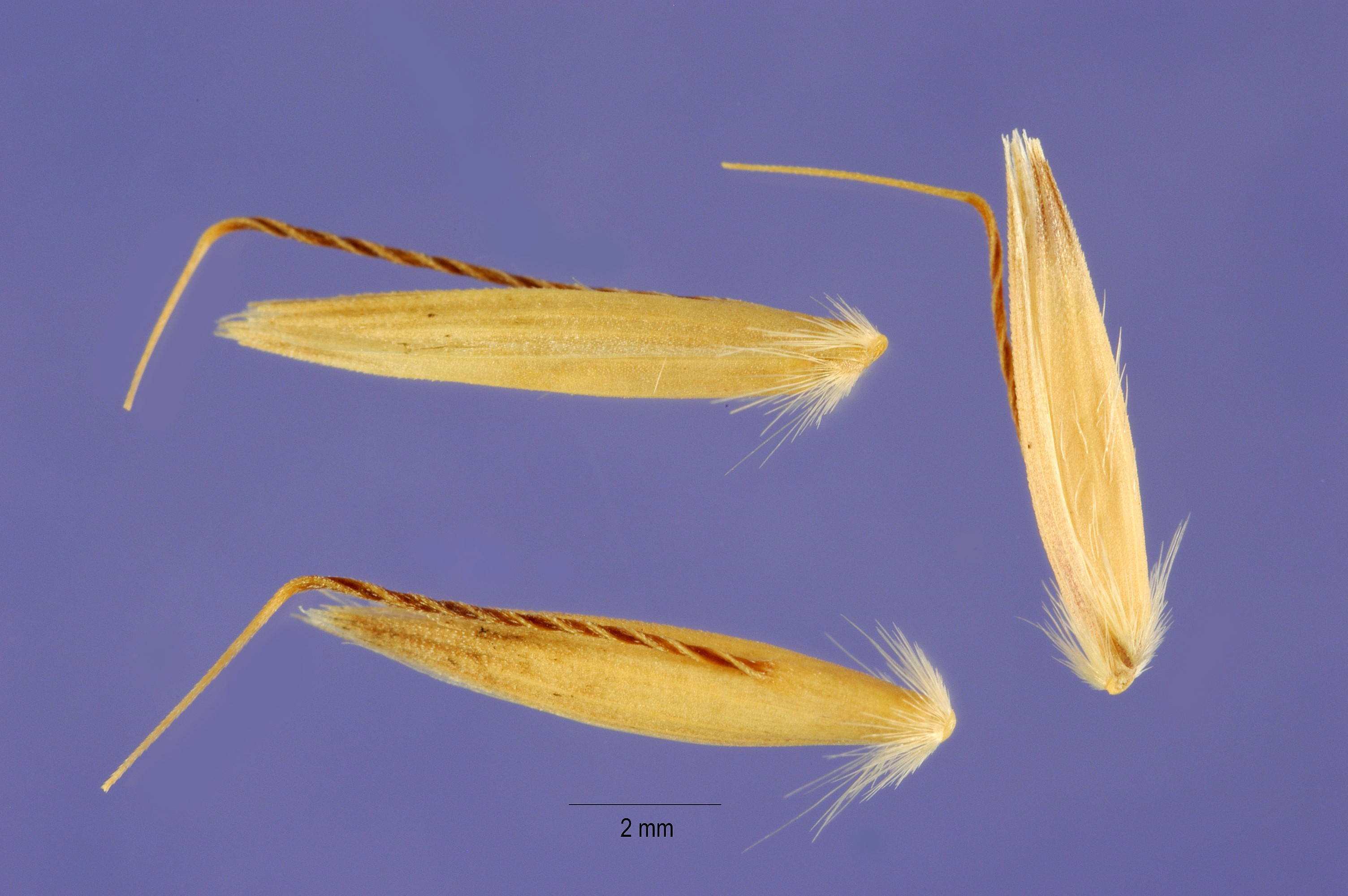
Pluchaté obilky s osinou